# Michael Rensing

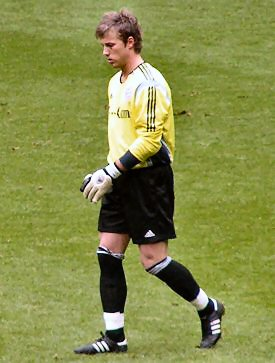
Michael Rensing

Michael Rensing (Lingen, Baixa Saxònia, 14 de maig de 1984) és un futbolista alemany que juga com a porter per a l'equip de la Bundeslliga del Bayern de Múnic.

## Trajectòria

### Primers equips
Nascut d'un pare alemany i una mare sèrbia, Rensing signa pel Bayern el 2000 procedient del TuS Lingen, i passà a desenvolupar el seu talent en els equips inferiors del club. La temporada 2002-03 va jugar a la Lliga regional alemanya amb l'equip reserva del Bayern, es guanyà un lloc amb els reserves a la Lliga de Campions UEFA al començament de la campanya següent mentre es convertia en el suplent d'Oliver Kahn.

### Bayern de Múnic
Rensing feia el seu debut a la Bundesliga 21 de febrer de 2004, jugant els 90 minuts sencers de la victòria de casa d'1-0 contra Hamburger Sv. També aconseguir romandre imbatut en el seu segon partit contra Schalke 04. Rensing va participar en sis partits de la Bundesliga a la temporada 2005-06, i veié la seva primera Lliga de Campions per la lesió de l'Oliver Kahn lesionat contra A.C. Milan el 21 de febrer de 2006 que acabà en un empat a 1.
Mentre Kahn es movia cap al final de la seva carrera, Rensing gradualment rebia més temps de joc, suplint a Kahn en la temporada 2007-2008 en 17 ocasions. Després de la retirada de Kahn el 2008 a Rensing se li donà la possibilitat de ser el porter de primera elecció del Bayern, però en unes quantes ocasions estigué de llavors ençà incapaç de consolidar la seva oportunitat. L'experimentat Hans-Jorg Butt ha estat jugant des d'aleshores com el porter de primera elecció del club bavarès, encara que Rensing feia una aparició de substitut de mitja hora pel mal partit de Butt en una victòria de 3-2 a Werder Bremen 23 de gener de 2010.

## Selecció
Havent estat el porter titular d'Alemanya sub-19, Rensing va participar en l'equip de l'Europeu sub-21 2004, encara que no aconseguia jugar. Tanmateix, s'havia convertit de llavors ençà en la primera elecció a la sub-21, ajudant el seu equip a classificar-se pel Campionat d'Europa sub-21 del 2006.

## Estadístiques
| Club         | Temporada | Lliga   | Lliga | Copa    | Copa | Europa  | Europa | Total   | Total |
| Club         | Temporada | Partits | Gols  | Partits | Gols | Partits | Gols   | Partits | Gols  |
| ------------ | --------- | ------- | ----- | ------- | ---- | ------- | ------ | ------- | ----- |
| Bayern Múnic | 2003–04   | 2       | 0     | 0       | 0    | 0       | 0      | 2       | 0     |
| Bayern Múnic | 2004–05   | 4       | 0     | 2       | 0    | 0       | 0      | 6       | 0     |
| Bayern Múnic | 2005–06   | 6       | 0     | 0       | 0    | 1       | 0      | 7       | 0     |
| Bayern Múnic | 2006–07   | 1       | 0     | 2       | 0    | 1       | 0      | 4       | 0     |
| Bayern Múnic | 2007–08   | 10      | 0     | 1       | 0    | 6       | 0      | 17      | 0     |
| Bayern Múnic | 2008–09   | 26      | 0     | 4       | 0    | 7       | 0      | 37      | 0     |
| Bayern Múnic | 2009–10   | 4       | 0     | 2       | 0    | 0       | 0      | 6       | 0     |
| Bayern Múnic | Total     | 53      | 0     | 11      | 0    | 15      | 0      | 79      | 0     |

Estadística a partir de 27 de gener de 2010.

## Títols
- German League Cup: 2007
- Copa Alemanya: 2005, 2006, 2008
- Bundesliga: 2005, 2006, 2008
- Regionalliga Süd Championship: 2004
- Campionat sub-17 Alemany: 2001
- Campionat sos-19 Alemany:2002